# Бин-сасара
Бин-сасара (bin-sasara, binsasara още наричана ита-сасара, ita-sasara или кокирико, kokiriko) e музикален перкусионен инструмент от групата на дървените идиофони. Инструментът е от японски произход.
Представлява дебел шнур, по дължината на който са закрепени къси дървени пластинки (като на доминото). На двата края на шнура има дръжки. Когато те бъдат рязко приближени или отдалечени, инструментът издава звук, подобен на този на кречеталото.